# Time in Jazz
Time in Jazz è un festival musicale che si tiene annualmente in Sardegna a Berchidda e nei centri vicini. È noto a livello internazionale. Si svolge ogni anno ad agosto, in genere dal 9 al 16, ed è stato fondato da Paolo Fresu.
Il festival è finanziato soprattutto da contributi pubblici: dalla Regione Sardegna e altri enti pubblici, e in minima parte da sponsor terzi.

## Programma
Il programma del festival è articolato tra eventi serali a pagamento, nella centrale Piazza del popolo di Berchidda, e una serie di eventi collaterali gratuiti che si susseguono durante tutta la giornata a Berchidda e nei centri vicini. Le serate sono dedicate agli eventi più importanti e agli artisti di cartello, mentre i concerti della giornata sono in genere più brevi ma di grande suggestione poiché si svolgono in luoghi di interesse culturale o naturalistico del territorio. All'interno del programma del festival, uno spazio significativo è dedicato alle arti visive (Progetto PAV, diretto da Giannella Demuro e Antonello Fresu), al cinema (con la direzione di Gian Franco Cabiddu) e ad altre arti (danza, teatro, letteratura).

## Organizzazione
Il festival è organizzato dall'omonima associazione Time in Jazz, costituita nel 1998, di cui presidente è Paolo Fresu. La struttura organizzativa, che conta alcune figure di professionisti, si avvale del supporto di centinaia di volontari che rendono possibile la buona riuscita dell'evento. Si tratta perlopiù di giovani del paese ma numerosi sono ormai i volontari 'esterni', provenienti da ogni parte d'Italia, che vengono ospitati dal festival e si uniscono ai volontari locali nell'organizzazione di ogni aspetto della rassegna.

## Storia
La prima edizione di Time in Jazz ebbe luogo nel 1988, nella piazzetta antistante la Piazza del popolo di Berchidda. Durò tre giorni e vide la partecipazione di un gruppo di grandi jazzisti fra i quali si ricordano Bruno Tommaso e Roberto Gatto. Il festival, ampliandosi negli anni, trasferì la sua sede nel più ampio spazio di Piazza del Popolo. Un'unica edizione, nel 1999 si è svolta nello spazio antistante il Museo del Vino di Berchidda, a causa di alcuni problemi intervenuti tra l'Associazione Time in Jazz e l'Amministrazione comunale.
Il festival ha senz'altro rappresentato per il fondatore e direttore artistico del festival Paolo Fresu., una rampa di lancio per il progresso nella carriera artistica del fondatore, dalla quale sono scaturite collaborazioni anche con artisti di livello internazionale.